# Hydata notula
Hydata notula là một loài bướm đêm trong họ Geometridae.